# Cornelius A. Smith
Cornelius Alvin Smith (Long Island (Bahamas), 7 de abril de 1937) foi o governador-geral das Bahamas entre 2019 e 2023. Ele recebeu sua educação secundária no Bahamas Teachers Training College em Nassau, Bahamas, e possui um mestrado em administração de empresas pela Universidade de Miami.

## Biografia
Smith atuou como diretor de escola pública de 1956 a 1964 e como diretor de receita sênior no Departamento Aduaneiro de 1964 a 1967. De 1967 a 1982, ele foi empregado como especialista em recursos humanos na Syntex Corp., uma indúsria internacional de produtos químicos e farmacêuticos, empresa que foi adquirida em 1994 pela multinacional Hoffman-LaRoche. Como presidente e diretor executivo da Smith & Associates de 1982 a 1992, ele prestou serviços de consultoria profissional a empresas internacionais nas áreas especializadas de desenvolvimento de mão-de-obra, treinamento de funcionários, remuneração, benefícios e relações de trabalho. Smith estava inativo na empresa desde 1992, mas retomou o envolvimento ativo em maio de 2002.
Ele foi embaixador nos Estados Unidos a partir de 2008. Ele também foi Ministro dos Transportes e Aviação das Bahamas. Em 2018, ele assumiu o cargo de vice-governador geral.